# Polittico della Certosa di Pavia
Il Polittico della Certosa di Pavia è un dipinto a olio su tavola (114x63,5 il pannello centrale, 114,7x56,6 quello sinistro e 113,3x56,5 quello destro) di Pietro Perugino, databile al 1499 circa e di cui si conservano le tre tavole inferiori nella National Gallery di Londra, e la tavola superiore presso la Certosa di Pavia.

## Storia
Il polittico (venne commissionato da Ludovico il Moro per la Certosa di Pavia, costruzione simbolo del mecenatismo dei Visconti-Sforza. Già nel 1490 il duca di Milano aveva inviato a Firenze un suo agente per sondare la scena artistica, ottenendo una descrizione e valutazione dei più grandi maestri sulla piazza: Sandro Botticelli, Domenico Ghirlandaio, Filippino Lippi e Perugino.
Ludovico aveva commissionato inizialmente una pala con la Deposizione a Filippino Lippi nel 1494, ma l'opera non era stata portata a termine. Optò infine per Perugino che in quel frangente, a cavallo tra Quattro e Cinquecento, era sicuramente l'artista più celebre e richiesto d'Italia.
A seguito della soppressione della Certosa nel 1782, le tre tavole inferiori furono acquistate dal conte Giacomo Melzi d'Eril per la sua collezione, venendo poi cedute nel 1856 alla National Gallery di Londra. La sola cimasa con il Padre Eterno rimase in loco, mentre le tavole mancanti furono sostituite da copie

## Descrizione
Lo scomparto centrale mostra una Madonna in adorazione del Bambino, che viene tenuto su da un angelo; in alto volano tre angeli che cantano leggendo le parole su cartigli, e al centro si dispiega un magistrale paesaggio lacustre, con colline punteggiate da alberelli sottili che digradano in lontananza, grazie ai passaggi tonali che schiariscono in toni azzurrini via via che ci si allontana per effetto della foschia. La stessa composizione venne anche usata qualche anno dopo per la Madonna del Sacco oggi alla Galleria Palatina di Firenze. Nella tavola della Certosa le ginocchia della Vergine sono state evidentemente tagliate via e quindi anche il "sacco" su cui doveva poggiare il Bambino.
Gli scomparti laterali mostrano rispettivamente l'Arcangelo Michele e l'Arcangelo Raffaele con Tobiolo. Michele in particolare indossa una scintillante armatura e ha uno scudo decorato da grottesche "all'antica", simile ad altre effigi del santo dipinte da Perugino in altre pale e polittici.
La tavola con il Padre Eterno presenta un'iconografia spesso ripetuta dal Perugino nelle sue opere, il motivo della mandorla con teste di cherubini. L'impostazione frontale della figura, benedicente con il globo nella sinistra, tende a conferirle un aspetto sostanzialmente bidimensionale.
Il polittico non ha le dimensioni originali, essendo evidenti tagli, come alla base dello scomparto di Raffaele e Tobiolo dove il cagnolino, che nella leggenda accompagnò i due nel loro viaggio, è visibile solo per una parte della testa. Anche la linea dell'orizzonte non è alla stessa altezza negli scomparti, cosa che sicuramente non era così nell'opera originale. In foto degli anni cinquanta si vedono gli scomparti laterali che avevano anticamente una forma centinata con un arco sulla sommità, dovuta a un reintegro non originale, perciò oggi rimossa.